# Xyris floridana
Xyris floridana är en gräsväxtart som först beskrevs av Robert Kral, och fick sitt nu gällande namn av E.L.Bridges och Orzell. Xyris floridana ingår i släktet Xyris och familjen Xyridaceae. Inga underarter finns listade i Catalogue of Life.